# Lina Gennari
Lina Gennari, née à Bologne le 22 mars 1911 et morte à Rome le 11 octobre 1997, est une actrice et chanteuse d'opérette italienne.

## Biographie
Née Caroline du Gennari à Bologne, Lina Gennari fait ses débuts dans les  années 1920 dans la compagnie Schwarz en phase de démarrage, et elle a eu son premier rôle en tant que prima donna dans l'opérette Al cavallino bianco. Elle a obtenu un grand succès en 1939 avec la revue Se un'idea mi porta fortuna et puis en 1940 avec Vicino alle stelle de Nuto Navarrini . Elle est apparue dans plusieurs films, entre 1933 et 1955, notamment en jouant dans le film Umberto D. de Vittorio De Sica.

## Filmographie partielle
- 1933 : Treno popolare de Raffaello Matarazzo
- 1946 : Eugénie Grandet de Mario Soldati
- 1952 : Umberto D. (1952) de Vittorio De Sica
- 1955 : Le Signe de Vénus de Dino Risi